# Ischnorhina amazonica
Ischnorhina amazonica is een halfvleugelig insect uit de familie schuimcicaden (Cercopidae). De wetenschappelijke naam van deze soort is voor het eerst geldig gepubliceerd in 2012 door Paladini & Cryan. Zoals de wetenschappelijke naam doet vermoeden komt deze soort voor in de Braziliaanse staat Amazonas.